# 최영인
최영인(1967년 11월 9일 - )은 대한민국의 연출가이다. 1990년 12월에 춘천 KBS PD로 입사했다가  다음 해  EBS 한국교육방송공사 PD로 옮겨갔으며, 1996년 3월, SBS 서울방송 PD로  다시 이적하였는데 EBS 시절에는 어린이 프로그램 연출을 맡았다가 SBS 이적 뒤 교양 프로그램을 거쳐 《진실게임》을 통해 예능 프로그램 연출을 처음 맡았다.
현재 SBS 예능본부장인데 SBS가 1996년 봄 본인(최영인) 등 EBS의 간판 프로듀서 6명을 공채 형식으로 스카우트할 당시  SBS는 주병대 윤인섭 두 PD가 1995년 12월 프리랜서를 선언한 뒤 1996년 봄 성원그룹과 손잡고 국내 최초 코미디 전문 프로덕션 아세아네트워크를  설립하기도 했으며 2023년 12월 국내 방송사 중 첫 예능 콘텐츠 제작 전문 스튜디오였던 '스튜디오 프리즘'  제작사업부문 대표이사로 자리를 옮겼고 다음 해 7월 '스튜디오 프리즘' 예능본부장으로 승격됐다.

## 학력
- 서울대학교 동양사학과 학사

## 경력
- 2025.12~ SBS 대외협력 총괄 부사장
- 2024.7~ 스튜디오 프리즘 예능본부장(CCO)
- 2023.12~ 2024.6 스튜디오 프리즘 제작사업부문 대표이사 사장
- 2021.1 ~ 2023.11 SBS 예능국 국장급
- 2019.12~ 2020.12 SBS 예능본부장
- 2019.4	 SBS 예능본부 부본부장
- 2018       	 SBS 예능본부 부국장
- 2016.12	 SBS 예능본부 예능1CP
- 2013.12	 SBS 제작본부 예능2CP
- 2012.12	 SBS 제작본부 제작3CP
- 2011.12	 SBS 제작본부 제작4CP
- 1996.3      	 SBS 프로듀서
- 1991.12   	 EBS PD
- 1990.12    춘천KBS PD

## 주요 작품 목록
- 《꼬마 요리사》 (1994 - 1996) (연출)
- 《이경실의 세상을 만나자》 (1996-1997) (연출)
- 《최고의 밥상》 (1998 -1999) (연출)
- 《진실게임》 (1999-2003) (연출)
- 《야심만만》 (2003-2008) (연출)
- 《야심만만 2》 (2009-2010) (연출)
- 《밤이면 밤마다》 (2010-2011) (연출)
- 《힐링캠프》 (2011-2016) (연출 -> 책임프로듀서)
- 《백종원의 3대 천왕》 (2015-2017) (책임프로듀서)
- 《판타스틱 듀오》 (2016) (책임프로듀서)
- 《미운 우리 새끼》 (2016-현재) (책임프로듀서 -> 부본부장)
- 《판타스틱 듀오 2》 (2017) (책임프로듀서)
- 《동상이몽 2 - 너는 내 운명》 (2018) (책임프로듀서 -> 부본부장)

## 수상 경력
- 2018년 대한민국 콘텐츠 대상 국무총리 표창
- 2005년 한국방송대상 연예오락TV부문 작품상 (야심만만)
- 2004년 한국방송프로듀서상 TV예능 부문 작품상
- 2001년 제37회 백상예술대상 TV예능 부문 작품상 (진실게임)